# Acrolophus marcida
Acrolophus marcida är en fjärilsart som beskrevs av Walsingham 1914. Acrolophus marcida ingår i släktet Acrolophus och familjen Acrolophidae. Inga underarter finns listade i Catalogue of Life.